# Mighty ReArranger
Mighty ReArranger è il decimo album in studio da solista di Robert Plant con la partecipazione degli Strange Sensation. Questo è il primo album dove la band, composta pian piano dal 1993 da Plant, viene accreditata come parte artistica partecipante insieme a Plant, fattore che in album come Fate of Nations è sempre stato sottinteso.

## Tracce
1. Another Tribe – 3:17
2. Shine It All Around – 4:03
3. Freedom Fries – 2:53
4. Tin Pan Valley – 3:47
5. All the King's Horses – 4:20
6. The Enchanter – 5:27
7. Takamba – 4:06
8. Dancing in Heaven – 4:26
9. Somebody Knocking – 3:47
10. Let the Four Winds Blow – 4:52
11. Mighty ReArranger – 4:25
12. Brother Ray – 9:00

- In realtà il brano "Brother Ray" dura 1:12. A partire dal minuto 1:25 è possibile ascoltare la hidden track "Shine It All Around (the girls remix)".